# Liste der Biografien/Has
Liste der Biografien |
Portal Biografien |
Personensuche
# |
A |
B |
C |
D |
E |
F |
G |
H |
I |
J |
K |
L |
M |
N |
O |
P |
Q |
R |
S |
T |
U |
V |
W |
X |
Y |
Z |
?
 
Ha |
Hd |
He |
Hi |
Hj |
Hk |
Hl |
Hm |
Hn |
Ho |
Hr |
Hs |
Ht |
Hu |
Hv |
Hw |
Hy
 
Haa |
Hab |
Hac |
Had |
Hae–Haf |
Hag |
Hah |
Hai |
Haj |
Hak |
Hal |
Ham |
Han |
Hao |
Hap |
Haq |
Har |
Has |
Hat |
Hau |
Hav |
Haw |
Hax |
Hay |
Haz
 
Hasa |
Hasb |
Hasc |
Hasd |
Hase |
Hasf |
Hasg |
Hash |
Hasi |
Hasj |
Hask |
Hasl |
Hasm |
Hasn |
Haso |
Hasp |
Hasq |
Hass |
Hast |
Hasu |
Hasv |
Hasw |
Hasz
Die Liste der Biografien führt alle Personen auf, die in der deutschsprachigen Wikipedia einen Artikel haben. Dieses ist eine Teilliste mit 11 Einträgen von Personen, deren Namen mit den Buchstaben „Has“ beginnt.

## Has
- Has, Bekir Ozan (* 1985), türkischer Fußballspieler
- Has, Heinrich, deutscher Jurist und kaiserlicher Rat
- Has, İlyas (1945–1984), türkischer Devrimci-Yol-Aktivist
- Has, Kadir (1921–2007), türkischer Unternehmer
- Has, Mehmet Ali (1927–1982), türkischer Fußballspieler und -funktionär
- Has, Michael (* 1959), deutscher Physiker und Hochschullehrer
- Has, Reinhardt (1850–1940), deutscher Architekt
- Has, Şeref (1936–2019), türkischer Fußballspieler und -funktionär
- Has, Stanisław (1914–1997), polnischer Komponist und Dirigent
- Haș, Teodor (* 1928), rumänischer Politiker (PCR) und Botschafter
- Has, Wojciech (1925–2000), polnischer Filmregisseur